# Michael Sommer (Historiker)
Michael Sommer (* 29. April 1970 in Bremen) ist ein deutscher Althistoriker und seit 2012 Professor für Alte Geschichte an der Carl von Ossietzky Universität Oldenburg. Sein Schwerpunkt liegt in der Wirtschafts-, Sozial- und Mentalitätsgeschichte der römischen Kaiserzeit. Er hat zahlreiche Bücher verfasst, die sich vielfach auch an ein Publikum jenseits der Fachwissenschaft wenden.

## Leben und Wirken
Michael Sommer studierte von 1990 bis 1999 Geschichte, Klassische Philologie, Alte Geschichte, Politikwissenschaft und Vorderasiatische Archäologie an der Universität Freiburg im Breisgau. Von 1999 bis 2002 war er Wissenschaftlicher Angestellter und Lehrbeauftragter am Orientalischen Seminar der Universität Freiburg im Breisgau, von 2002 bis 2004 Visiting Fellow am Wolfson College der University of Oxford und von 2004 bis 2005 Lehrbeauftragter am Seminar für Alte Geschichte der Universität Freiburg im Breisgau. Nach seiner Habilitation im Jahr 2005 in Alter Geschichte an der Philosophischen Fakultät der Universität Freiburg im Breisgau wurde er Research Lecturer in Ancient History an der University of Liverpool und war gleichzeitig Privatdozent in Freiburg. Seit dem Wintersemester 2012/13 lehrt er als Nachfolger von Tanja Scheer als W2-Professor Alte Geschichte an der Universität Oldenburg. Im Juni 2019 wurde Michael Sommer außerdem zum Vorsitzenden des Philosophischen Fakultätentages gewählt. Einen im Juni 2023 erhaltenen Ruf auf die W3-Professur für Alte Geschichte an die Universität Leipzig lehnte er ab und nahm das Bleibeangebot der Universität Oldenburg an.
Sommer befasst sich intensiv mit der Wirtschafts-, Sozial- und Mentalitätsgeschichte der römischen Kaiserzeit, insbesondere des 3. Jahrhunderts, mit Vorderasien in hellenistischer und römischer Zeit sowie mit verschiedenen antiken Kulturen wie denen der Phönizier, Griechen, Römer und des Nahen Ostens. Er hat dazu neben Aufsätzen eine große Zahl an Büchern verfasst und herausgegeben, die sich vielfach an ein breiteres Publikum wenden. Sommer ist Herausgeber der Zeitschrift Migration and Identities – A Journal about People and Ideas in Motion (Liverpool University Press). Er schreibt Gastbeiträge für das Magazin Cicero.

## Schriften (Auswahl)
- Europas Ahnen. Ursprünge des Politischen bei den Phönikern. Wissenschaftliche Buchgesellschaft, Darmstadt 2000, ISBN 3-534-15013-9.
- Hatra. Geschichte und Kultur einer Karawanenstadt im römisch-parthischen Mesopotamien. Philipp von Zabern, Mainz am Rhein 2003, ISBN 3-8053-3252-1.
- Die Soldatenkaiser. Wissenschaftliche Buchgesellschaft, Darmstadt 2004, ISBN 3-534-17477-1 (4. Auflage, Wissenschaftliche Buchgesellschaft, Darmstadt 2020, ISBN 978-3-534-27224-2).
- Roms orientalische Steppengrenze. Palmyra – Edessa – Dura Europos – Hatra. Eine Kulturgeschichte von Pompeius bis Diocletian (= Oriens und Occidens. Studien zu antiken Kulturkontakten und ihrem Nachleben. Band 9). Franz Steiner Verlag, Stuttgart 2005, ISBN 3-515-08724-9 (Rezension).
- Die Phönizier. Handelsherren zwischen Orient und Okzident (= Kröners Taschenausgabe. Band 454). Kröner, Stuttgart 2005, ISBN 3-520-45401-7 (Rezension).
- mit Burkhard Meißner und Oliver Schmitt (Hrsg.): Krieg – Gesellschaft – Institutionen. Beiträge zu einer vergleichenden Kriegsgeschichte. Akademie Verlag, Berlin 2005, ISBN 3-05-004097-1.
- Der römische Orient. Zwischen Mittelmeer und Tigris. Wissenschaftliche Buchgesellschaft, Darmstadt 2006, ISBN 3-8062-1999-0 (Rezension).
- mit Volker Reinhardt: Rom. Geschichte der Ewigen Stadt. Wissenschaftliche Buchgesellschaft, Darmstadt 2008, ISBN 978-3-534-20289-8.
- Die Phönizier. Geschichte und Kultur. Beck, München 2008, ISBN 978-3-406-56244-0.
- Die Arminiusschlacht. Spurensuche im Teutoburger Wald (= Kröners Taschenausgabe. Band 506). Kröner, Stuttgart 2009, ISBN 978-3-520-50601-6.
- Römische Geschichte II. Rom und sein Imperium in der Kaiserzeit (= Kröners Taschenausgabe. Band 458). Kröner, Stuttgart 2009, ISBN 978-3-520-45801-8 (2. Auflage. Kröner, Stuttgart 2014, ISBN 978-3-520-45802-5).
- mit Volker Reinhardt: Sizilien. Eine Geschichte von den Anfängen bis heute. Wissenschaftliche Buchgesellschaft, Darmstadt 2010, ISBN 978-3-534-22038-0.
- The complete Roman emperor. Imperial life at court and on campaign. Thames and Hudson, London/New York 2010, ISBN 978-0-500-25167-6. Deutsche Übersetzung: Die römischen Kaiser. Herrschaft und Alltag. Aus dem Englischen von Diana Sommer-Theohari. Wissenschaftliche Buchgesellschaft, Darmstadt 2010, ISBN 978-3-534-23534-6.
- Wirtschaftsgeschichte der Antike. C. H. Beck, München 2013, ISBN 978-3-406-65480-0.
- Römische Geschichte I. Rom und die antike Welt bis zum Ende der Republik (= Kröners Taschenausgabe. Band 449). Kröner, Stuttgart 2013, ISBN 978-3-520-44901-6.
- Römische Geschichte: Von den Anfängen bis zum Untergang. Kröner, Stuttgart 2016, ISBN 978-3-520-90901-5 (einbändige Studienausgabe der zwei Bände „Römische Geschichte“ von 2009/2014 und 2013).
- Syria. Geschichte einer zerstörten Welt. Klett-Cotta-Verlag, Stuttgart 2016, ISBN 978-3-608-94977-3.
- Palmyra. Biographie einer verlorenen Stadt. Philipp von Zabern, Darmstadt 2017, ISBN 978-3-8053-5025-9.
- mit Tassilo Schmitt (Hrsg.): Von Hannibal zu Hitler. »Rom und Karthago«. 1943 und die deutsche Altertumswissenschaft im Nationalsozialismus. Wissenschaftliche Buchgesellschaft, Darmstadt 2019, ISBN 978-3-534-27107-8 (Rezension Simon Strauss in: Frankfurter Allgemeine Zeitung. Nr. 169, 24. Juli 2019 Seite N 3, Geisteswissenschaften).
- Das römische Kaiserreich. Aufstieg und Fall einer Weltmacht. Kohlhammer, Stuttgart 2018, ISBN 978-3-17-023419-2.
- Kleine Römische Geschichte. Einmal Weltmacht und zurück. Kröner, Stuttgart 2019, ISBN 978-3-520-51701-2.
- Schwarze Tage. Roms Kriege gegen Karthago. C. H. Beck, München 2021, ISBN 978-3-406-76720-3.
- Dark Rome. Das geheime Leben der Römer. C. H. Beck, München 2022, ISBN 978-3-406-78144-5 (Rezensionen).
- Volkstribun. Die Verführung der Massen und der Untergang der Römischen Republik. Klett-Cotta-Verlag, Stuttgart 2023, ISBN 978-3-608-98644-0.
- Mordsache Caesar. Die letzten Tage des Diktators. C. H. Beck, München 2024. ISBN 978-3406821332.